# Extra historie: kauzy (časopis)
Extra historie: kauzy byl český populárně-naučný časopis, který se orientoval na články s historickou tematikou. Šlo o sesterský časopis Živé historie, jednotlivá vydání byla však monotematická a podrobně rozebírala přelomové události nebo fenomény z českých nebo světových dějin. Vycházel od července 2011 do března 2020, původně šestkrát ročně, od roku 2014 jen čtyřikrát ročně. Časopis byl bohatě vybaven fotografiemi, ilustracemi a mapami. Šéfredaktorkou byla od založení časopisu Andrea Poláčková, od čísla 7 Jindřich Kačer, od čísla 16 Václav Kaška, od čísla 29 Vojtěch Klíma a od čísla 39 opět Andrea Poláčková.  
Vydavatel náhle ukončil jeho vydávání v nejisté době pandemie covidu-19 a vzhledem k postupně klesajícímu zájmu čtenářů. Avizované číslo 41 o Jiřím z Poděbrad, které mělo vyjít 4. června 2020, už nebylo vydáno.

## Vydání
| Pořadí | Vyšlo             | Téma čísla                                     | Autor                                | Klíčová slova |
| ------ | ----------------- | ---------------------------------------------- | ------------------------------------ | --- |
| 1.     | 1. červenec 2011  | Konec Přemyslovců v Čechách (1306)             | Jindřich Kačer                       | Přemyslovci, Václav III., Olomouc, 1306 |
| 2.     | 7. říjen 2011     | Atentát na Heydricha (1942)                    | Martin Nekola, Vladimír Černý        | Reinhard Heydrich, Protektorát Čechy a Morava, 1942, Jan Kubiš, Jozef Gabčík                                                                                |
| 3.     | 23. listopad 2011 | Pád Říma (476)                                 | Tomáš Alušík Jan Hrdina              | Pád Západořímské říše, 476, Romulus Augustulus, Barbaři, Odoaker                                                                                            |
| 4.     | 29. únor 2012     | Osudová Bílá hora (1620)                       | Dušan Uhlíř                          | Bitva na Bílé hoře, 1620, Třicetiletá válka |
| 5.     | 4. květen 2012    | Vznik Československa (1918)                    | Karel Pacner                         | První republika, 1918, Tomáš Garrigue Masaryk, Edvard Beneš, Milan Rastislav Štefánik                                                                       |
| 6.     | 29. červen 2012   | Mise Apollo (1969)                             | Tomáš Přibyl                         | Program Apollo, 1969, Neil Armstrong |
| 7.     | 31. srpen 2012    | Bitva u Lipan (1434)                           | Jindřich Kačer                       | Bitva u Lipan, 1434, Husitství |
| 8.     | 26. říjen 2012    | Chodská rebelie (1695)                         | Zdeněk Šašinka                       | Chodské povstání, 1695, Jan Sladký Kozina |
| 9.     | 21. prosinec 2012 | Konec Jana Masaryka (1948)                     | Martin Nekola                        | Jan Masaryk, Únor 1948, ministr zahraničí Československa, Černínský palác                                                                                   |
| 10.    | 22. únor 2012     | První křížová výprava (1099 dobytí Jeruzaléma) | Jiří Kovařík                         | Křížové výpravy, 1095, Urban II. |
| 11.    | 26. duben 2013    | Vražda Albrechta z Valdštejna (1634)           | Tomáš Sterneck                       | Albrecht z Valdštejna, 1634, Cheb, Ferdinand II. Štýrský |
| 12.    | 28. červen 2013   | Fenomén Baťa (1900)                            | Jiří Pernes                          | Tomáš Baťa, Baťa, Zlín |
| 13.    | 23. srpen 2013    | Hříchy rodu Borgiů (1492)                      | Blanka Čechová                       | Alexandr VI., Juan Borgia, Cesare Borgia, Lucrezia Borgia                                                                                                   |
| 14.    | 25. říjen 2013    | Osudová bitva na Moravském poli (1278)         | Petr Svoboda                         | Bitva na Moravském poli, 1278, Přemysl Otakar II., Rudolf I. Habsburský                                                                                     |
| 15.    | 20. prosinec 2013 | Atentát v Sarajevu (1914)                      | Vladimír Černý                       | Atentát na Františka Ferdinanda d'Este, 1914, Sarajevo |
| 16.    | 14. březen 2014   | Spartakovo povstání (73 př. n. l.)             | Dorry Majzner                        | Spartakovo povstání, 73 př. n. l., Capua, Gladiátor, Starověký Řím                                                                                          |
| 17.    | 13. červen 2014   | První pražská defenestrace (1419)              | Jan Hrdina                           | Pražská defenestrace (1419), Novoměstská radnice, Karlovo náměstí (Praha)                                                                                   |
| 18.    | 5. září 2014      | Kladivo na čarodějnice (1678)                  | Blanka Čechová                       | Čarodějnické procesy na losinském panství, Velké Losiny, Jindřich František Boblig z Edelstadtu                                                             |
| 19.    | 12. prosinec 2014 | Císař římský Karel IV. (1355)                  | Tomáš Straka                         | Karel IV., 1355, Řím |
| 20.    | 13. březen 2015   | Sudety. Ztráta a odsun (1938–1945)             | David Kovařík                        | Sudety, Říšská župa Sudety, Mnichovská smlouva, 1938, Konrád Henlein                                                                                        |
| 21.    | 12. červen 2015   | Jan Hus (1415)                                 | Eva Svobodová                        | Jan Hus, 1415, Kostnický koncil |
| 22.    | 11. září 2015     | Waterloo (1815)                                | Jiří Kovařík                         | Bitva u Waterloo, 1815, Napoleon Bonaparte |
| 23.    | 4. prosinec 2015  | Bible                                          | Jitka Tláskalová                     | Bible |
| 24.    | 11. březen 2016   | Vražda svatého Václava (935)                   | Jan Hrdina                           | Svatý Václav, 935, Stará Boleslav, Boleslav I. |
| 25.    | 10. červen 2016   | Smrt císaře Františka Josefa I. (1916)         | Jiří Pernes                          | František Josef I., Rakousko-Uhersko, První světová válka                                                                                                   |
| 26.    | 9. září 2016      | Protokoly sionských mudrců (1903)              | Jitka Tláskalová, Dominika Sedláková | Protokoly sionských mudrců, 1903 |
| 27.    | 9. prosinec 2016  | Pražská defenestrace (1618)                    | František Stellner                   | Pražská defenestrace (1618), Vilém Slavata z Chlumu a Košumberka, Jaroslav Bořita z Martinic                                                                |
| 28.    | 10. březen 2017   | Zkáza rodu Přemyslovců (1002)                  | Jan Hrdina                           | Přemyslovci, 1002, Boleslav III., Vladivoj, Jaromír (kníže), Oldřich (kníže)                                                                                |
| 29.    | 9. červen 2017    | Československé legie v Rusku                   | Dalibor Vácha                        | Československé legie |
| 30.    | 8. září 2017      | Marie Terezie                                  | František Stellner                   | Marie Terezie, 1717, Pragmatická sankce, Války o dědictví rakouské, Fridrich II. Veliký                                                                     |
| 31.    | 8. prosinec 2017  | Vyvraždění Romanovců                           | David František Wagner               | Mikuláš II., Dynastie Holstein‑Gottorp‑Romanov, Ruské impérium, 1918, Bolševici, Vladimir Iljič Lenin                                                       |
| 32.    | 9. březen 2018    | Únor 1948                                      | Jiří Pernes, Václav Kaška            | "Vítěžný únor", Komunistický režim v Československu, Československé parlamentní volby 1946, Lidové milice, Klement Gottwald, Národní fronta Čechů a Slováků |
| 33.    | 8. červen 2018    | Revoluce 1848                                  | Jiří Rak                             | Revoluce v roce 1848, Klemens Wenzel von Metternich, Pražské červnové povstání, Kroměřížský sněm, František Josef I.                                        |
| 34.    | 7. září 2018      | Příchod Konstantina a Metoděje (863)           | Daniel Černohorský                   | Cyril a Metoděj, 863, Velkomoravská říše, Byzantská říše, křesťanství, hlaholice, Michael III., Rastislav, Hadrián II., Fotios                              |
| 35.    | 7. prosinec 2018  | Nástup Habsburků na český trůn (1526)          | Jaroslav Čechura                     | 1526, Ferdinand I. Habsburský, Anna Jagellonská |
| 36.    | 8. březen 2019    | Protektorát Čechy a Morava (1939–1945)         | Martin Nekola                        | Německá okupace Čech, Moravy a Slezska, Protektorát Čechy a Morava, 1939, Adolf Hitler, Emil Hácha, Rudolf Beran, Reinhard Heydrich                         |
| 37.    | 7. červen 2019    | Objevení Ameriky (1492)                        | Josef Opatrný                        | 1492, Kryštof Kolumbus, První výprava Kryštofa Kolumba, Amerika, Hispaniola, Katolická Veličenstva                                                          |
| 38.    | 6. září 2019      | Slovenský stát                                 | Anton Hruboň, Peter Mičko            | Slovenská republika (1939–1945), Andrej Hlinka, Hlinkova slovenská ľudová strana, Jozef Tiso, Vojtech Tuka, Slovenské národní povstání                      |
| 39.    | 6. prosinec 2019  | Děsivá zkáza Pompejí (79)                      | Balázs Komoróczy                     | Pompeje, 79, Erupce Vesuvu (79), Titus, Římská říše |
| 40.    | 5. březen 2020    | Atentát na J. F. Kennedyho                     | Václav Kaška                         | John Fitzgerald Kennedy, 1963 |